# Пека Генріетта Павлівна
Генріетта Павлівна Пека (1 січня 1933, Київ) — український фізик, доктор фізико-математичних наук, професор, лауреатка Державної премії України в галузі науки і техніки.

## Життєпис
Після закінчення у 1956 році Київського університету почала працювати на посадах спочатку асистента, потім доцента, а з 1978 — професора на кафедрі фізики напівпровідників радіофізичного факультету Київського університету.
У 1963 — захистила кандидатську дисертацію «рос. Влияние поверхностных состояний на люминесценцию». Науковий ступінь доктора фізико-математичних наук отримала у 1975 році.

## Наукова та педагогічна діяльність
Брала участь у розвитку нового наукового напрямку — фізика варизонних твердих розчинів. Провела дослідження механізмів переносу носіїв заряду в цих фазах, що дозволило отримати низку фундаментальних результатів, зокрема, встановити існування вбудованих квазіелектричних полів нового типу в області різнодолинних переходів, теоретично і експериментально встановити неоднорідність розподілу інжектованої електрон-діркової плазми в структурах з різнодолинним переходом. На базі цих досліджень розвинувся принципово новий клас напівпровідникових приладів — варизонних інжекційних фотодіодів та комплекс нових методів дослідження варизонних структур, які були використані при розробці технології їх виготовлення на Світловодському заводі чистих металів.
Є автором курсів лекцій: «Фізика напівпровідників. II ч.», «Фізика поверхні напівпровідників», «Оптичні та фотоелектричні явища в напівпровідниках», «Основи оптоелектроніки» та ін, які читала в університеті. Була організатором і багаторічним керівником практикуму з оптичних та фотоелектричних явищ в напівпровідниках. Понад десятиліття була куратором спеціалізації «фізика напівпровідників». Під її керівництвом захистилось 13 кандатів та 1 доктор наук.
Була науковим керівником багатьох науково-дослідних бюджетних та госпдоговірних тем, брала участь у створенні базової виробничої лабораторії на ВО «Київський радіозавод» та була її науковим співкерівником.
Має 250 наукових та методичних праць, 20 винаходів, 2 монографій, 1 підручника, 3 учбових посібників.

### Основні праці
- Варизонные полупроводники. К., 1989 ((рос.) у співарторстві).
- Люминесцентные методы контроля параметров полупроводниковых материалов и приборов. К., 1986 ((рос.) у співарторстві).
- Поверхневі та контактні явища в напівпровідниках. К., 1992 (у співарторстві).

## Нагороди

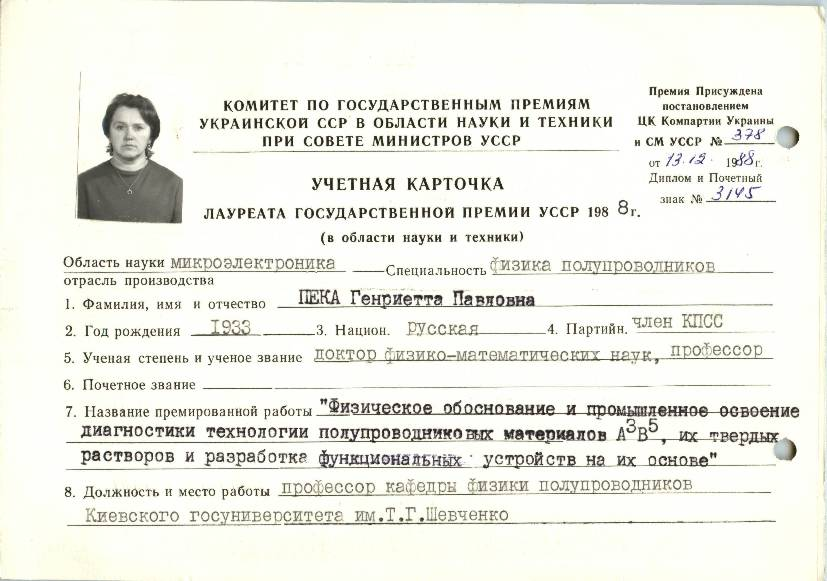
Облікова картка Лауреата Державної премії УРСР Пеки Генріетти Павлівни

- Державна премія УРСР в галузі науки і техніки (1988) — за роботу «Фізичне обґрунтування і промислове освоєння діагностики технології напівпровідникових матеріалів AIIIBV, їх твердих розчинів та розробка функціональних пристроїв на їх основі» (спільно з Мельником Павлом Вікентійовичем, Коваленком Віктором Федоровичем, Березовським Віктором Володимировичем, Ситенко Тамарою Миколаївною, Смертенком Петром Семеновичем, Тягульським Ігорем Петровичем, Смоляром Анатолієм Миколайовичем, Деревенком Анатолієм Павловичем і Іващуком Анатолієм Васильовичем)[1].
- Соросівський професор (1997).